# Gunnar Adler-Karlsson
Gunnar Adler-Karlsson, egentligen Gunnar Adler Karlsson, född 6 mars 1933 i Karlshamn, död 28 december 2020 i Sankt Matteus distrikt i Stockholm, var en svensk samhällsdebattör och nationalekonom. Han myntade uttrycket funktionssocialism.

## Biografi
Adler-Karlsson var son till direktör Herbert Karlsson och dennes hustru Elsa, född Andersson. Han växte upp i Karlshamn och efter studentexamen på reallinjen inskrevs han 1954 vid Stockholms högskola, där han studerade juridik och nationalekonomi samt blev juris kandidat 1957. 1961–1962 studerade han vid Harvard University och University of California med sovjetisk ekonomi som inriktning. Han blev juris licentiat 1962 och disputerade – som elev till Gunnar Myrdal – för juris doktorsgrad vid Stockholms universitet 1968 på avhandlingen Western economic warfare 1947–1967. Året innan hade han givit ut Funktionssocialism, som blev den bok han främst skulle förknippas med. Missnöjd med betyget på sin avhandling bosatte han sig i Italien. Adler-Karlsson var under några år verksam som föreläsare vid Österrikes institut för näringslivsforskning (WIFO) i Wien och 1974–1988 var han  professor i samhällsvetenskapernas teori och metod vid Roskilde universitetscenter. År 1979 köpte han en fastighet på Capri – kallad Casa Marianna efter hans hustru – och grundade Capri-institutet för internationell samhällsfilosofi med sig själv som föreståndare. Han anlade där en trädgård som guidar besökaren genom filosofins historia. Adler-Karlsson var länge aktiv som föreläsare och blev känd som förespråkare för medborgarlön, så i boken Tankar om den fulla sysselsättningen 1977.
1971 reste han till Kuba för att studera landets socialistiska ekonomi och höll även några föreläsningar. Erfarenheterna redovisades sedan i boken Kuba – seger eller nederlag? där han bland annat resonerar omkring politiska och ekonomiska aspekter på ett svenskt bistånd till Kuba. Under en tid verkade han som konsult åt FN:s konferens om handel och utveckling. 
Han påverkade filosofen André Gorz.
Han var gift från 1960 till sin död med fil. kand. Marianne Ehrnford (född 1934).

## Verk
Om än socialdemokratiskt förankrad skrev Adler-Karlsson några böcker som i åtskilligt var kritiska mot den politik som de svenska socialdemokraterna drev. Han ville förändra partiet i en mer radikal och socialistisk riktning. Det mest kända verket torde vara Funktionssocialism. Ett alternativ till kommunism och kapitalism 1967. Ett uttalat syfte med boken var att lägga en bättre teoretisk grund för den samhälls- och ekonomipolitik som socialdemokratin redan förde och att lösa motsättningen mellan partiets marxistiska falang och högerreformisterna samt att sätta detta i ett internationellt perspektiv. "Funktionssocialism" blev för Adler-Karlsson och hans meningsfränder - några av dem påverkade av den italienske marxistiske filosofen Antonio Gramsci – en benämning på socialdemokratins förhållningssätt till det liberala ägandebegreppet. Ägandet i sig behövde då inte socialiseras substantiellt så länge som dess funktioner var socialiserade och hölls under samhällets kontroll. I boken beskrivs hur denna typ av socialism var tänkt att fungera i praktiken:
| ” | Låt oss i stället beröva våra nuvarande kapitalister en efter en av deras äganderättsfunktioner, så att de om några decennier står kvar formellt som kungar, men reellt som mer eller mindre maktlösa symboler för en förgången tid. | „ |

År 1968 utkom Western economic warfare 1947–1967, sedermera utgiven i en förkortad svensk utgåva, Västerns ekonomiska krigföring. Ekonomiska aspekter på kalla kriget och maktkampen mellan ideologier i världen var ämnet i Handeln mellan öst och väst (1969). I Kuba – seger eller nederlag? (1971) förordar Adler-Karlsson ett ökat ekonomiskt bistånd till Kuba.
Senare började Adler-Karlsson misströsta om socialdemokratin. I förordet till den 1988 utgivna Sverige – världens mest framgångsrika kapitalism? jämför han den socialdemokratiska politiken med Brattsystemet, apartheid och slaveri och menar att kapitalägarna vunnit över socialismen. I det sista kapitlet frågar han om offentlig maktutövning är en form av diktatur, men påstår även att detta missförhållande inte är socialdemokratins fel. Att dra gränser mellan det privata och statens ansvar var enligt Adler-Karlsson den stora frågan inför 1990-talet.
Tre andra uppmärksammade böcker är Lärobok för 80-talet, Lärobok för 90-talet och Superhjärnornas kamp.